# Milton Palacios
Milton Palacios Suazo (La Ceiba, Atlántida, Honduras; 2 de diciembre de 1980) es un exfutbolista de nacionalidad hondureña. Jugaba en la posición de defensa, su primer equipo fue el Club Deportivo Olimpia.

## Biografía
Milton José Palacios Suazo, nació el 25 de diciembre de 1980 en La Ceiba, Atlántida, Honduras, hijo de Eulogio y Orfilia Palacios y el mayor de los hermanos también futbolistas Wilson, Jerry, Johnny y Edwin quien fue secuestrado el 30 de octubre de 2007 en La Ceiba; y encontrado muerto siete meses más tarde en Omoa, a cercanías de Puerto Cortés. Tiene  cuatro hijos, Kathie Melissa y Meysi Karina y jermain palacios y Keyra Palacios
Actualmente Milton Palacios se dedica a la política, siendo miembro del Partido Nacional de Honduras.

## Trayectoria
Milton Palacios inició su carrera futbolística en 1998 con el Club Deportivo Olimpia y en 1999 se fue al Club Deportivo Victoria, de su ciudad natal, por cuatro años. Con este club disputó 58 partidos y marcó 6 goles. En 2002 regresó a Olimpia. En 2003, luego de un amistoso entre Olimpia y el Colo-Colo de Chile, el astro chileno Iván Zamorano quedó tan impresionado con Palacios que recomendó su compra a los dirigentes colocolinos; sin embargo, a pesar de que Colo-Colo ya había registrado a Palacios en el libro de pases, el fichaje fracasó debido a que los clubes no llegaron a un acuerdo económico. En 2007 Palacios pasó a formar parte del Club Deportivo Marathón de San Pedro Sula, club con el que estuvo hasta 2009. Con dicho equipo jugó 35 partidos y anotó 5 goles, y fue compañero de su hermano, Jerry Palacios. En 2009 regresó al Olimpia, con el que apenas logró disputar solo un partido, por lo que regresó a Marathón por dos años, disputando 11 partidos y anotando dos goles. En 2011 firmó nuevamente por el Victoria, con el que jugó 15 partidos y anotó 1 gol, para posteriormente retirarse ese mismo año.

## Selección nacional
Milton Palacios debutó con la Selección de fútbol de Honduras, en abril de 2003, en un partido amistoso frente a la Selección de fútbol de Paraguay, Palacios logró jugar 15 partidos para la Selección de fútbol de Honduras y no logró anotar goles, en un periodo de cuatro años que estuvo con dicha selección. Representó a Honduras en dos eliminatorias mundialistas y también disputó la Copa de Oro de la Concacaf 2003 con esta selección.
El último partido que Milton Palacios jugó fue con la Selección de fútbol de Honduras, en septiembre de 2006 en un amistoso internacional frente a la Selección de fútbol de El Salvador.

### Participaciones en Copas de Oro de la Concacaf
| Copa de Oro                     | Sede                    | Resultado    |
| ------------------------------- | ----------------------- | ------------ |
| Copa de Oro de la Concacaf 2003 | Estados Unidos · México | Primera Fase |

## Clubes
| Club                    | País      | Año         |
| ----------------------- | --------- | ----------- |
| Club Deportivo Olimpia  | Honduras  | 1998 - 1999 |
| Club Deportivo Victoria | Honduras  | 1999 - 2002 |
| Club Deportivo Olimpia  | Honduras  | 2002 - 2007 |
| Club Deportivo Marathón | Honduras  | 2007 - 2009 |
| Club Deportivo Olimpia  | Honduras  | 2009        |
| Club Deportivo Marathón | Honduras  | 2009 - 2010 |
| Club Deportivo Victoria | Honduras  | 2011        |
| Deportivo Petapa        | Guatemala | 2011 - 2013 |
| Heredia Jaguares        | Guatemala | 2014 -      |

## Palmarés

### Campeonatos nacionales
| Título                              | Club                    | País     | Año  |
| ----------------------------------- | ----------------------- | -------- | ---- |
| Liga Nacional de Fútbol de Honduras | Club Deportivo Olimpia  | Honduras | 2004 |
| Liga Nacional de Fútbol de Honduras | Club Deportivo Olimpia  | Honduras | 2005 |
| Liga Nacional de Fútbol de Honduras | Club Deportivo Olimpia  | Honduras | 2006 |
| Liga Nacional de Fútbol de Honduras | Club Deportivo Olimpia  | Honduras | 2006 |
| Liga Nacional de Fútbol de Honduras | Club Deportivo Marathón | Honduras | 2008 |
| Liga Nacional de Fútbol de Honduras | Club Deportivo Marathón | Honduras | 2009 |